# ノーテボリ攻囲戦
ノーテボリ攻囲戦（英: Siege of Nöteborg）は、大北方戦争中の1702年10月7日から10月22日にかけてロシア軍がネヴァ川に臨む、スウェーデン領イングリアのノーテボリ要塞を攻略した攻城戦である。

## 前史

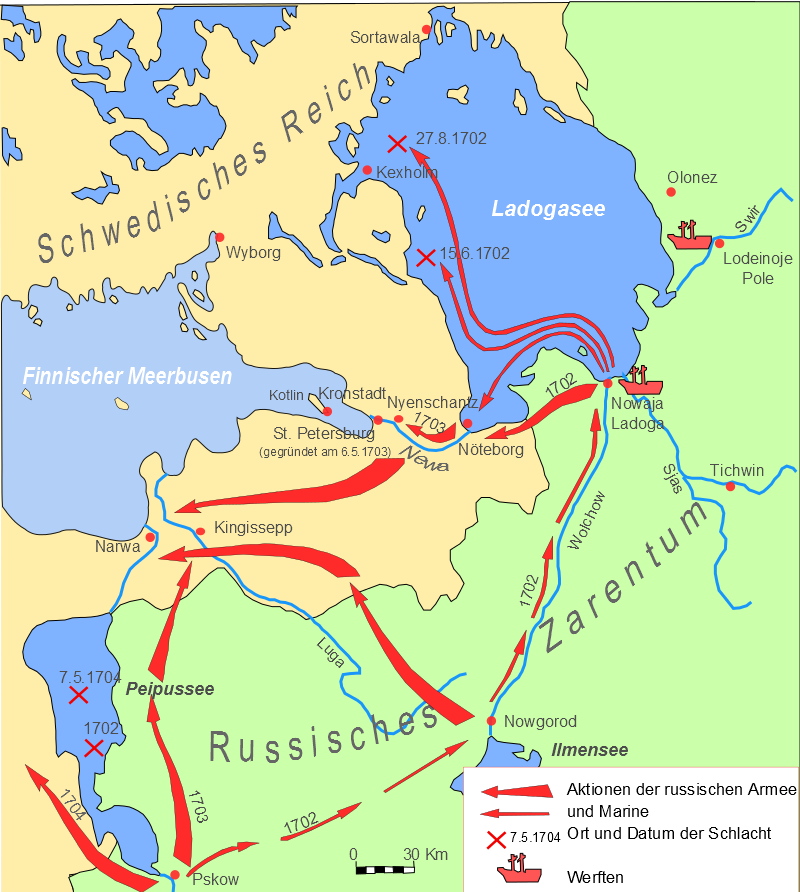
1700年から1704までの、ロシアによるスウェーデン中核地帯への攻勢。

スウェーデン国王カール12世は1700年11月末、ナルヴァの戦いに勝利した後、アウグスト2世と戦うべく主力を率いて南方へ進軍した。この時点で、ロシア軍はもはや深刻な脅威ではなくなっていたのである。しかしスウェーデン軍の主力がポーランドの戦場へ移動したことで、ロシアにとっては戦況を有利にし、希望していたバルト海への道を征服する見込みが大きくなった。ロシア軍はスウェーデン軍の撤退に乗じ、ナルヴァの惨劇を経て残存した部隊に、バルト海沿岸のスウェーデン領における活動を再開させたのである。スウェーデン軍の不在によって得られた時間を、ロシア軍上級司令部は多大な労力をかけつつ軍の再装備と再編に活用した。フンメルスホーフの戦いとエラストファーの戦いにおけるロシア軍の勝利によって、スウェーデン領リヴォニアのスウェーデン軍はバルト海沿岸の脅威ではなくなる。こうしてロシア軍は、バルト海への道を征服する領土上の前提条件を満たすことができた。スウェーデン軍の主力はポーランドの奥地、クラクフの一帯にいた。またカール12世は正にこの時、脚を骨折していた。この負傷によって、軍事作戦に参加することは不可能となっていたのである。
ボリス・シェレメンテフ元帥はリヴォニアの戦役を成功させた後、ロシア軍をラドガ湖とネヴァ川の周辺に向けて北上させた。バルト海はその一帯でロシア領に最も接近しており、港の建設に適切と思われたからである。同地はノーテボリとケクスホルムの要塞、そしてラドガ湖の小規模な艦隊に守られており、これまでのロシア軍の攻勢を全て阻止していた。また同艦隊はロシア側の岸辺を哨戒し、略奪を行うべく何度も上陸を敢行した。そして危険が迫ると、要塞砲の援護下に撤収していたのである。
この事態に直面したツァーリ、ピョートル1世はオロネツ近郊に造船所を建設するよう迫られる。極めて短期間の内に小規模な艦隊が編成された。それは急速にラドガ湖のスウェーデン海軍に対して優勢となり、1702年の夏にロシア軍はスウェーデン艦隊を破った。スウェーデン艦隊はネヴァ川を下り、ヴィボルグ要塞の大砲の援護下に入る。
ラドガ湖で成功を収めた後、ロシア軍は部隊をノーテボリ要塞の近辺に集中し、その占領を図った。これはネヴァ川沿いの三つの要塞でも最大のものであり、ラドガ湖に接して川の中央に浮かぶ中州の上に立っていた。こうしてネヴァ川のみならず、ラドガ湖をも支配していたのである。島はハシバミの実の形だったので、同時代のロシア人は要塞を「オレスカ」と呼んだ。その占領後も名称はそのままとなり、属州にも同じ名が付けられている。
要塞の司令官はヴォルマー・アントン・フォン・シュリッペンバッハ中将の弟、グスタフ・ヴィルヘルム中佐であり、守備隊の兵力は400名であった。

## 攻囲戦の開始

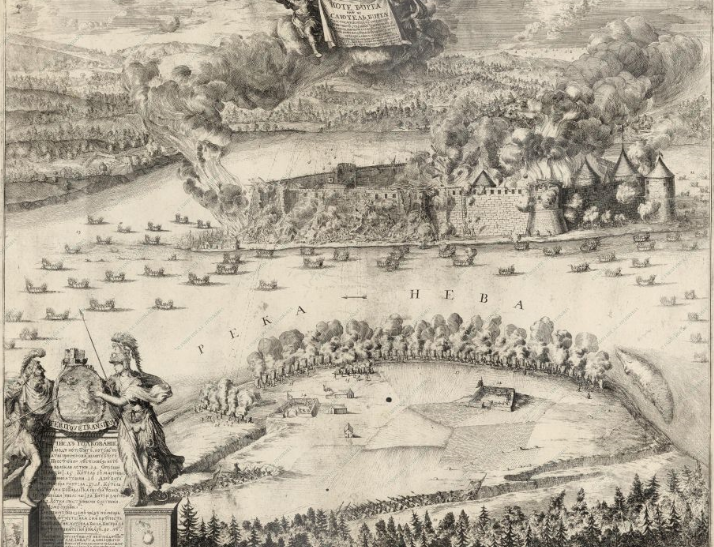
ノーテボリ要塞（後のシュリッセリブルク要塞）攻囲戦。1702年10月11日。

9月末、守備隊はシェレメンテフ元帥指揮下の14,000名と対峙する。ピョートル1世も、この重要な作戦に参加していた。間もなく要塞は全方向から包囲され、シュリッペンバッハはフィンランドの司令官、アブラハム・クロンヒョルト大将に来援を要請した。派遣された援軍はロシア軍に撃退され、ただ50名のみが要塞へ難を逃れる。その中には、若いレヨン少佐がいた。
この突破の試みが失敗した後、シェレメンテフ元帥はシュリッペンバッハ司令に要塞の降伏を要求する。しかし、司令は拒んだ。数日にわたる砲撃の末、要塞の壁には三つの突破口が開く。城壁の内側で発生した火災は消し止められた。10月12日、ロシア軍は最初の攻撃を試みる。レヨン及びシャルパンティエ両少佐率いる、残った数少ない守備兵（戦闘可能なスウェーデン兵174名）は防壁の危険に晒された各部に分散していた。ロシア軍の攻撃は5時間にわたって続いたが、全ての攻撃地点で撃退される。
すぐに新しい部隊をもって第二波の攻撃が続いたが、これも退けられた。午後3時まで続いた三回目の攻撃も成功しなかった。四回目の攻撃は、メーンシコフが率いることとなる。士官20名まで損耗した守備隊は、次にどうするか思案した。レヨン少佐を除く全ての者が、四回目の攻撃を生き延びることはできないと考え、交渉と要塞からの自由な撤退に賛成した。レヨンは攻撃を待ち、ロシア軍が侵入した後に火薬庫に火をつけ、要塞を灰燼に帰すよう提案する。レヨンは破壊された要塞がロシア軍の役に立たず、フィンランドへの侵攻が頓挫することを確信していた。
しかし軍議はこの提案に反対し、司令は要塞の降伏に向けた手続きを開始した。ピョートル1世はスウェーデン軍の即時撤退を承認する。残った戦闘可能なスウェーデン兵83名と、156名の傷病兵は全ての装備を身に付け、行進して要塞を後にするとスウェーデン領に撤退した。

## 影響

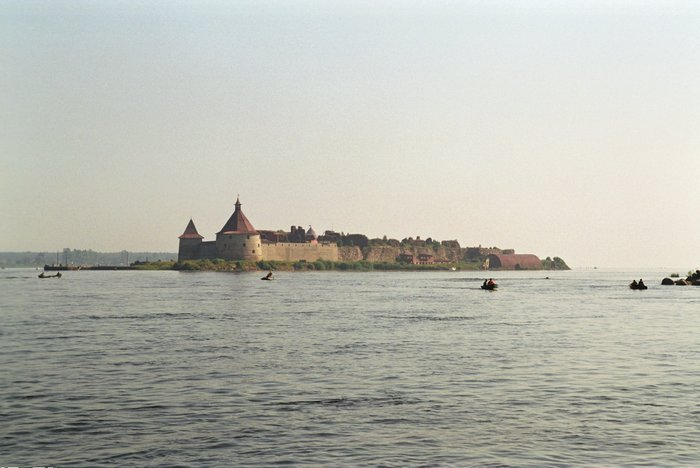
現在のシュリッセリブルク要塞。

献身的な防戦に拘わらず、シュリッペンバッハはナルヴァでイングリア総督、ルドルフ・ホルンから要塞をレヨン少佐の勧めに従って爆破せず、降伏した廉で訴えられ、逮捕された。
ロシア軍は要塞で、備蓄されていた大量の弾薬や、マスケット銃1,117丁、重砲128門を鹵獲する。しかし、さらに重要なのは立地そのものであった。この要塞はネヴァ川からラドガ湖、フィンランド湾及びイングエリアへの入り口を支配していたのである。それゆえ、ピョートル1世は要塞の名を「シュリッセリブルク（鍵の城）」と改めさせた。
町の占領後、ピョートル1世は参加した士官や兵に、多大な褒賞と数々の昇進をもって報いる。また、モスクワへ帰還した際に凱旋行進を挙行してスウェーデンに対する勝利を祝った。要塞の司令官には、アレクサンドル・メーンシコフが任じられている。

## 文献
- アンダース・フリュクセル（英語版）: Lebensgeschichte Karl's des Zwölften, Königs von Schweden. 第一巻 – 第二章、Friedrich Vieweg und Sohn、 Braunschweig 1861.